# Daniel Morin
Pour les articles homonymes, voir Morin.
Daniel Morin, né le 24 août 1966, est un journaliste, humoriste, chroniqueur et animateur de radio français.

## Biographie

### Parcours professionnel à Ouï FM
Il commence au Club Med comme professeur de yoga. Il débute à Oüi FM en tant que journaliste à la rédaction, mais c'est Le Monde de Monsieur Fred (autrement appelé LMDMF), avec Frédéric Martin, qui lance sa carrière. Il rejoint cette émission lors de sa première saison en 1999 et y incarne principalement le docteur Helmut Mout, dont le nom sera vite changé en Helmut Perchut, un gynécologue-généraliste d'origine tyrolienne, personnage lubrique au fort accent teuton. Il accompagne l'équipe jusqu'à la dernière émission en 2003. Toutefois, il est de moins en moins présent lors de cette dernière saison car il anime également le Grand Matin (de 6 h à 9 h sur Oüi FM) aux côtés de Josquin Wagner. En effet, l'émission LMDMF étant diffusée de 23 h à minuit, de courts moments de répit sont autorisés entre chacune des émissions.
Après la fin du Monde de Monsieur Fred, il devient l'animateur principal de l'émission Le Fraisier, « l'émission qui paie sa chatte » — expression tirée de son personnage Helmut Perchut — et l'Open Bar entre 2004 et 2007. Il présente également une chronique intitulée « L'Air du temps » en 2008-2009.
Il est marié avec la journaliste Émilie Mazoyer, ils ont une fille ensemble.

### Parcours professionnel à France Inter
Daniel Morin anime, de la rentrée 2005 à l'été 2011, une chronique humoristique quotidienne vers 11 h 10 dans Le Fou du roi de Stéphane Bern sur France Inter, où se fait clairement sentir l'influence des années LMDMF. On retrouve notamment les petits « limericks » en vers, l'utilisation de la musique (parodies de chansons et tapis musical, souvent assurés par le pianiste Richard Lornac), les fausses bandes-annonces, ou encore l'idée qu'un prénom détermine le destin de celui qui le porte (chaque chronique est introduite par une courte présentation du Saint du jour, en général peu flatteuse, et souvent suivie de la conclusion : « Voilà, je crois qu'on en sait un peu plus sur les Untel. »).
Morin exploite à loisir le thème des pratiques sexuelles déviantes et critique, entre autres, les traditions de l'Église et les agissements de certains de ses membres.
Il se présente lui-même comme un Don Juan accompli, le bourreau des cœurs de la bande, et n'hésite pas à narrer ses exploits à grand renfort d'hyperboles et envolées lyriques.
À la rentrée 2011, il rejoint l'équipe d'Isabelle Giordano dans Les Affranchis avec une chronique quotidienne du lundi au vendredi à 12 h 10. Il continue de faire intervenir et de mettre en scène dans ses chroniques ses collègues de table en les brocardant gentiment. Isabelle Giordano rejoint notamment sa galerie de personnages sous le nom de « maîtresse Zaza », animatrice et amante au tempérament presque aussi volcanique que le sien. Albert Algoud (incarnant le truculent « père Albert »), ayant suivi Stéphane Bern sur RTL, ne fait plus partie de ses complices.
À la rentrée 2012, Daniel Morin conserve sa chronique du lundi au vendredi à 12 h 10 dans l'émission On va tous y passer de Frédéric Lopez. Là encore, ses nouveaux collègues (Sony Chan et Frédéric Lopez en tête) ne manquent pas de figurer dans ses chroniques (l'une en délurée/débauchée et l'autre en latin lover). Il assure à l'occasion l'animation de l'émission tout entière quand Frédéric Lopez est indisponible.
Durant l'été 2014 (du 28 juin au 23 août), il anime « Changement de costume» tous les samedis après-midi de 17 h à 18 h. Il est accompagné de deux chroniqueuses, Nora Hamzawi et Noémie de Lattre.
Depuis la rentrée 2014, Daniel Morin réalise quotidiennement deux billets dans l'émission de Nagui, La bande originale de lundi à vendredi de 11 h à 12 h 30, une émission reconduite également à la rentrée 2015. À cette occasion, Nagui et Leïla Kaddour-Boudadi sont régulièrement évoqués dans ses chroniques.
Durant l'été 2015 (du 27 juin au 21 août), il anime À rebrousse-poil de lundi à vendredi de 11 h à 12 h. Il est accompagné, en alternance, de Nicole Ferroni, Alex Vizorek, Frédérick Sigrist ou Albert Algoud.
À partir de la rentrée 2015, il réalise également un billet pour clore Le 5/7, pré-matinale de France Inter.
Daniel Morin reprend À rebrousse-poil, pendant le mois de juillet 2016, en compagnie d'Albert Algoud et de Frédérick Sigrist. En 2017, il anime Vous les femmes le dimanche à 17 h sur Inter.

### Controverse
En 2016, Daniel Morin fait une chronique sur Melania Trump jugée sexiste, et qui reprendrait les codes du « slut shaming » en la faisant passer pour une « femme légère » pour la ridiculiser, selon Les Inrockuptibles.
Lors d’une chronique en septembre 2018, il dresse un portrait peu flatteur de la journaliste de Valeurs actuelles, Charlotte d'Ornellas et la « séduit ironiquement » en lui proposant des relations sexuelles, ce qui entraine une vive critique de Pascal Praud et du magazine Valeurs actuelles, qui l’accusent de sexisme et dénoncent un traitement qui serait différent compte tenu de l’orientation politique de Morin,.

### Parcours professionnel au Mouv'
À la rentrée 2011, il anime avec Giulia Foïs l'émission La Morinade sur Le Mouv' (avant que la station ne devienne Mouv'), diffusée de 18 h 30 à 19 h 30 du lundi au jeudi, puis de 13 h à 14 h à partir du 11 mars 2013, puis à la rentrée 2013 de 18 h à 20 h le dimanche.
Trois de ses anciens collègues du Monde de Monsieur Fred le rejoignent : Jean-Mathieu Pernin, Frédéric Martin et Anne-Ma (Bénédicte Vidal), ainsi que son ancien camarade de France Inter, Albert Algoud, qui incarne le Père Albert et le maréchal Ganache. Le 22 décembre 2013, est diffusée la dernière de La Morinade, l'émission n'ayant pas été reconduite à la rentrée de janvier 2014.

### Interventions à la télévision
- En septembre 2010, il est chroniqueur dans l'émission Le Bureau des plaintes, sur France 2. L'émission est arrêtée après quelques numéros, faute d'audience.
- Dès septembre 2013, il intervient comme chroniqueur dans l'émission Clique de Mouloud Achour, le samedi midi sur Canal+.
- En novembre 2015, il participe à l'émission Folie passagère de Frédéric Lopez, le mercredi en deuxième partie de soirée sur France 2. La chaîne ne renouvelle pas l'émission à la saison suivante.

### Création audiovisuelle
- À partir de septembre 2009, Daniel Morin publie la Pastille Morin, visible notamment sur Dailymotion (sur une idée originale de Daniel Morin et Gaudéric G. Vermeil).

## Filmographie
- 2013 : Pulsion d'Ovidie
- 2015 : Les Souvenirs de Jean-Paul Rouve
- 2024 : Les Barbares de Julie Delpy

## Publication
- Je vais te rendre follement heureuse : ne me remercie pas, ça me fait plaisir : Chroniques Radio (Éditions Fetjaine, 14 janvier 2010).